# Махавасту
«Махавасту» (санскр. महावस्तु, IAST: Mahāvastu, «Великая история») — текст школы раннего буддизма локоттаравада. Преподносится как историческое введение к винае, т. е. той части буддийского учения, которое касается монашеской дисциплины. Основное содержание касается жизней Будды, в том числе событий от вхождения его во чрево королевы Майи вплоть до просветления, и возникновения монашеского сообщества. Часто повествование прерывается джатаками, аваданами и нравоучениями, отражающими среди прочего рост представлений о бодхисаттвах.
«Махавасту» содержит как прозу, так и стихотворную составляющую и написана на буддийском гибридном санскрите, являясь самым ранним памятником на данном языке. Считается, что само ядро памятника относится ко II веку до н. э., хотя ряд материалов добавлялся со временем, вплоть до IV века н. э.

## Параллели с Палийским каноном
Рассказы джатак из «Махавасту» схожи со своими аналогами из «Типитаки», хотя присутствуют существенные различия  в изложении отдельных историй. Другие части «Махавасту» содержат более прямые параллели с Палийским каноном, включая следующие места: Дигха-никая (DN 19, Махаговинда-сутта), Мадджхима-никая (MN 26, Арияпариесана-сутта и MN 36, Махасаччака-сутта), Кхуддакапатха, Дхаммапада (глава 8, Сахасса-вагга и глава 25, Бхиккху-вагга), Сутта-нипата (Sn 1.3, Кхаггависана-сутта; Sn 3.1, Паббадджа-сутта и Sn 3.2, Падхана-сутта), Виманаваттху и Буддхавамса.

## Переводы
- Jones, J.J. (trans.) (1949–56). The Mahāvastu (3 vols.) in Sacred Books of the Buddhists. London: Luzac & Co.